# Julius von Basse
Julius Wilhelm Leopold Werner Basse, seit 25. Mai 1907 von Basse (* 5. März 1848 in Hannover; † 17. Oktober 1934 in Dresden) war ein sächsischer General der Infanterie.

## Leben
Julius Basse entstammte der niedersächsischen Familie Basse. Er war ein Sohn des hannoverschen Offiziers Conrad Ludwig Basse und dessen Ehefrau Theodora Lepin. Er hatte noch drei Brüder, darunter der Jurist Heinrich und der 1870 gefallenen Hauptmann Hermann Basse. Julius war seit dem 8. November 1898 mit Johanne Henriette Keil verheiratet, Enkelin des Dichters Johann Georg Keil.
Julius Basse trat am 1. April 1863 in das Kadettenhaus in Hannover ein und wurde nach der Mobilmachung anlässlich des Krieges gegen Preußen am 17. Juni 1866 als Leutnant dem Leib-Regiment in Göttingen überwiesen. Er nahm mit seinem Verband an der Schlacht bei Langensalza teil, wurde durch Gewehrschüsse schwer verwundet und mit dem Ernst-August-Orden mit Schwertern ausgezeichnet. Nach der Niederlage und Annexion des Königreich Hannover nahm er seinen Abschied.
Er wurde daraufhin im 8. Infanterie-Regiment „Prinz Johann Georg“ Nr. 107 der Sächsischen Armee angestellt. Basse nahm mit diesem Verband am Krieg gegen Frankreich teil und beteiligte sich an den Kämpfen bei Gravelotte, Nouart, Beaumont, Sedan und der Belagerung von Paris. In der Schlacht bei Villiers am 2. Dezember 1870 wurde er als Regimentsadjutant beauftragt, das III. Bataillon des Infanterie-Regiments Nr. 104 zur Unterstützung des II. Bataillons seines Regiments herbeizuholen. Beim Suchen nach diesem Bataillon strich ihm eine Granate so dicht am Kopf vorbei, dass er auf beiden Augen geblendet, besinnungslos nach Roisy getragen werden musste. Er wurde mit dem Ritterkreuz I. Klasse des Verdienstordens, dem Albrechts-Orden mit Schwertern und dem Eisernen Kreuz II. Klasse ausgezeichnet.
Nach seiner Genesung war er ab April 1871 Adjutant der 4. Infanterie-Brigade Nr. 48. Basse stieg am 26. April 1876 zum Hauptmann und Chef der 1. Kompanie im 8. Infanterie-Regiment „Prinz Johann Georg“ Nr. 107 auf. Am 1. April 1887 erfolgte seine Beförderung zum Major und Ernennung zum Bataillonskommandeur im 10. Infanterie-Regiment Nr. 134 in Leipzig. Unter Beförderung zum Oberstleutnant erfolgte am 19. April 1891 seine Ernennung zum etatmäßigen Stabsoffizier im 6. Infanterie-Regiment Nr. 105 in Straßburg. Unter Stellung à la suite wurde Basse am 7. April 1894 mit der Führung des 6. Infanterie-Regiments Nr. 105 „Köng Wilhelm II. von Württemberg“ beauftragt und am 20. April 1894 mit der Beförderung zum Oberst zum Regimentskommandeur ernannt. Mit seiner Uniform wurde Basse am 24. März 1898 zu den Offizieren von der Armee versetzt und am 22. Mai 1898 mit einem Patent vom 17. Juni 1897 zum Generalmajor befördert und am 16. November 1898 zum Kommandeur der 7. Infanterie-Brigade Nr. 88 in Chemnitz ernannt. Am 26. März 1899 wechselte er in gleicher Eigenschaft zur 5. Infanterie-Brigade Nr. 63 in Bautzen. Unter Versetzung zu den Offizieren von der Armee und Beibehaltung des Standortes Dresden wurde Basse am 26. März 1903 zum Generalleutnant befördert. Er wurde am 22. April 1904 Kommandeur der 4. Division Nr. 40 in Chemnitz. In Genehmigung seines Abschiedsgesuches wurde er am 24. März 1907 zur Disposition gestellt. Er wurde am 25. Mai 1907, am Geburtstag von König Friedrich August III., in den erblichen sächsischen Adelstand erhoben. Im Zuge der Jahrhundertfeier der Infanterie-Regiment 107 und 108 erhielt er am 2. Juni 1908 den Charakter als General der Infanterie. 1917 erhielt er die Erlaubnis zum Tragen der Uniform des Infanterie-Regiments Nr. 105.